# Rositz
Rositz è un comune della Germania di 2 689 abitanti situato nel circondario dell'Altenburger Land in Turingia e capoluogo della comunità amministrativa dello Verwaltungsgemeinschaft Rositz.